# Christian Firtal
Christian Firtal är en ölsort från Danmark av typen ljust lageröl som tillverkas av Harboes bryggeri. Ölet finns både i varianterna "Calle" och "Guldøl", med en huvudsakligen blå respektive guldfärgad burk.

## Krogen

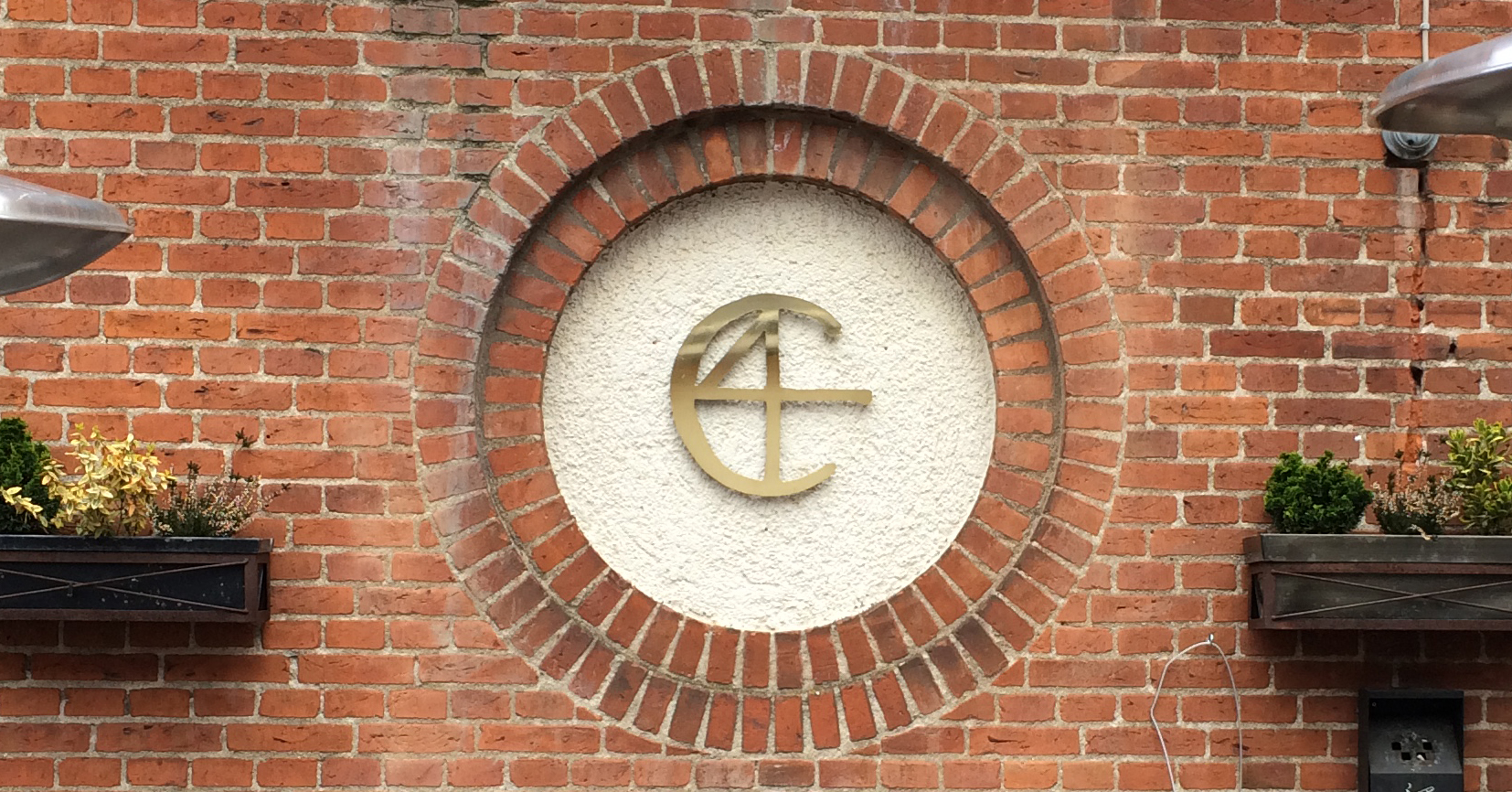
En skylt vid Christian Firtal i Odense.

Christian Firtal är även en krog i Odense i Danmark. Krogen har många sorters av special-öl och whiskey. Både ölen och krogen har fått sina namn från Kristian IV av Danmark.